# Marin Miletić
 Ovo je glavno značenje pojma Marin Miletić. Za druga značenja pogledajte Marin Miletić (političar).
Marin Miletić (Split, Hrvatska, 23. svibnja 1987.) je hrvatski heavy metal glazbenik. Od 2011. godine, svira bas-gitara u splitskom heavy metal sastavu Ultimatum. 

## Ultimatum
Pridružuje se sastavu 2011. godine, nakon što je prijašnji basist Petar Hrabar napustio sastav. Ionako se pridružio 2011. godine, nije svirao na albumu sastava "U vihoru vremena" koji je objavljen 2014. godine, već umjesto njega bas-gitaru svira Davor Rakočević.